# Élisabeth Depardieu
Élisabeth Depardieu, de nom de naixement Élisabeth Guignot, (París, 5 d'agost de 1941) és una actriu francesa.
Va néixer el 5 d'agost de 1941 a la ciutat francesa de París. Es va casar amb Gérard Depardieu el 19 de febrer de 1971. Varen tenir dos fills, Guillaume Depardieu i Julie Depardieu. L'any 1986 van aparèixer junts com a marit i muller a la pel·lícula Jean de Florette. L'any 1996 es va divorciar del seu marit.

## Filmografia
- 1984: Le Tartuffe
- 1985: On ne meurt que deux fois
- 1986: Manon des sources (Jean de Florette 2a part)
- 1986: Jean de Florette[2]
- 1995: Le Garçu
- 1999: Innocent
- 2001: Ceci est mon corps